# 埃爾瓦什
埃爾瓦什（葡萄牙語發音：[ˈɛlvɐʃ] ⓘ）是葡萄牙的一座城市。人口有20,753人（2021年）。面积为631.29平方公里（243.74 平方英里）。
埃尔瓦什北部与阿龙希什接壤，东北部与坎普马约尔接壤，东南部与葡萄牙与西班牙有争议的奥利文萨接壤，东部与西班牙巴达霍斯交界，南部与阿兰德鲁阿尔和维索萨镇接壤，西部与博尔巴和蒙福尔特接壤。
虽然波塔莱格雷是波塔莱格雷区首府，但埃尔瓦斯是该区最大的城市。
位于西班牙边境，距离巴达霍斯市仅8公里（A6高速公路直通），埃尔瓦什是葡萄牙边境最重要的据点，也是欧洲最严防死守的城市，因此被称为“边境女王”。市區附近的古跡「埃爾瓦什及其防禦工事」在2012年6月30日被列入世界遺產。
2013年9月16日，埃尔瓦什和巴达霍斯签署联盟协议，成为欧洲城市埃尔瓦什-巴达霍斯，以吸引更多的投资和发展到这两座城市。该联盟的另一个目标是在文化、经济和旅游方面共同努力。这两座城市组成了一座约有18万居民的城市（2021年）。
2007年，根据《快报》对葡萄牙城市生活质量进行的一项研究，埃尔瓦斯被评为葡萄牙第十二佳城市，阿连特茹大区第二佳城市，仅次于埃武拉。

## 历史
哥特人和凯尔特人是这座真正的“堡垒城市”的第一批定居者，这座城市今天延伸到了星形城墙之外。
714年，阿拉伯人征服了城市，并给它起了“al-Bash”的名字，留下了许多他们存在的痕迹，有些留存到了现在。
在阿方索一世统治时期，更确切地说是在1166年，埃尔瓦斯第一次被摩尔人征服。后来，它被穆斯林重新征服，并再次被基督教重新征服，1229年，在桑乔二世治下最终并入葡萄牙领土。
埃武拉大学教授Fernando Branco Correia认为：
|  | 桑乔二世授予埃尔瓦什的特许状与阿方索一世于1166年授予埃武拉的特许状相同，沿用了已消失的卡斯蒂利亚的阿维拉特许状的模式。 |

1513年，葡萄牙的曼努埃尔一世颁布了一项新的宪章，标志着埃尔瓦被提升为城市。
1659年1月14日，其城墙和圣卢西亚堡在复辟战争的埃尔瓦斯防线战役中发挥了重要的防御作用。
1808年3月，朱诺元帅领导下的法军在半岛战争期间占领了埃尔瓦什，但在辛特拉和约缔结后于8月撤离。东北15公里（9.3英里）处的坎普马约尔堡垒因其拿破仑时代被法国人围困和1811年在贝雷斯福德元帅的领导下被英国人解救而闻名，沃尔特·斯科特爵士在一首民谣中纪念了这一壮举。

## 入选世界遗产
埃尔瓦什17世纪的城墙构成了世界上最大的未设防工事，2012年被联合国教科文组织列入世界遗产名录的“埃尔瓦什边境城市和驻军及其防御工事”就是明证。这一遗产包含阿莫雷拉水道、格拉萨和圣卢西亚堡垒、圣多明戈斯或皮达德、圣佩德罗和圣马梅德堡垒以及整个历史中心，以及中世纪的围栏和埃尔瓦什旧堡垒等其余军事建筑。

## 地理

### 气候
埃尔瓦什是葡萄牙夏季最热的城市之一，而且已经比以前暖和了好几倍。
因此，这里的地中海气候呈现出严重的夏季干燥和秋冬多雨，显然不像葡萄牙其他地区那样多雨，海拔较高或更接近海洋影响。
因此，夏季的温度非常高，很容易超过40°C（2003年8月记录的最高温度为46°C），另一方面，冬季非常寒冷，霜冻频繁（通常在夜间和冰雹降下时达到负温度），这决定了大约45°C的年热变化范围。

## 政治

### 选举
在2021年葡萄牙地方选举中，独立人士获得了37.87%的选票，获得三个市委员席位。社会党获得31.20%的选票，获得三个席位。社会民主党-人民党获得13.86%的选票，获得一个席位。
在2022年葡萄牙立法选举中，社会党在埃尔瓦什获得46.52%的选票，遥遥领先其他政党。

### 市政机构
埃尔瓦斯市由市委员会管理，委员会由七名委员组成。市议会是市政府的议事机构，由21名市议员和7名堂区主席组成。
市政席位分配如下表：
| 政党     | 社会党 | 社会民主党-人民党 | 联合民主联盟 | 独立人士 | 够了！ |
| -------- | ------ | ----------------- | ------------ | -------- | ------ |
| 市委员会 | 3      | 1                 | 0            | 3        | 0      |
| 市议会   | 7      | 3                 | 1            | 8        | 2      |
| 堂区主席 | 2      | 0                 | 0            | 5        | 0      |

市委员会委员（2021-2025）：
- 市长：若泽·隆当·阿尔梅达（独立人士）
- 副市长：安娜贝拉·卡尔塔斯（独立人士）
- 委员：埃尔梅内吉尔多·罗德里格斯（独立人士）、维托里亚·布兰科（社会党）、克劳迪奥·蒙特罗（社会党）、蒂亚戈·阿方索（社会党）、塔尼亚·里科（社会民主党-人民党）

### 行政区划
在行政上，该市分为七个堂区：
- 阿孙桑、阿茹达、萨尔瓦多和圣伊尔德丰索
- 巴尔巴塞纳和费尔南多镇
- 卡亚和圣佩德罗和阿尔卡索瓦
- 圣欧拉利娅
- 圣布拉什和圣洛伦苏
- 圣维森特和文托萨
- 特鲁任和博因镇

## 人口
根据国家统计局的数据，与2011年人口普查结果相比，波塔莱格雷区在2021年登记的人口减少了11.5%。在埃尔瓦什市，这一下降幅度约为10.2%。埃尔瓦什在2021年的人口是20,753人，而2011年的数据是23,078人。

## 文化

### 图书馆
埃尔瓦什埃尔萨·格里洛博士图书馆位于历史中心，最近进行了改建，投资270万欧元，现在被认为是葡萄牙最现代化的图书馆之一。这座图书馆的名字来源于纪念负责埃尔瓦什边境城市申遗工作的埃尔萨·格里洛议员。

### 体育馆
埃尔瓦什体育馆于2006年9月28日落成，正式名称为“Coliseum Comendador Rondão Almeida”，是里斯本-马德里轴线上为数不多的大型活动场馆之一，可容纳约7500名观众，在埃尔瓦什和里斯本之间，它是唯一一座可容纳6500多个座位的场馆。它举办大型体育和音乐活动，以及大型会议和斗牛比赛。

## 医疗卫生
圣卢西亚-埃尔瓦什医院（HSLE）于1994年3月14日落成，以圣母玛利亚基金会（Fundação Materno Infantil Mariana Martins）的名字命名，该医院取代了位于市中心监狱街的米塞里科迪亚医院（Hospital da Misericórdia），该医院今天是埃尔瓦什当代艺术博物馆（MACE）的所在地。HSLE是“ULSNA——E.P.E.北阿连特茹地方卫生部门”的一部分。

## 经济
埃尔瓦什与第三产业有关的活动占主导地位，其次是第二产业，包括削米、番茄罐头和特产橄榄等行业，以及第一产业的活动。尽管第一产业有时也归类于为服务和贸易，近年来大幅增长。在农业方面，橄榄作物、谷物、临时草地和饲料作物、工业作物、休耕地、橄榄林和永久牧场脱颖而出。畜牧业也有一些重要性，即在鸟类、绵羊和牛的养殖方面。有近18%（1588公顷）的领土被森林覆盖。最近，政府宣布建设埃尔瓦什/卡亚的物流平台。将投资5900万欧元，其中5200万欧元用于平台建设，700万欧元用于无障碍流通。可用面积达38公顷，扩建面积达22公顷。该平台将包括多功能、专业化和转型物流区、铁路终点站以及对公司和车辆的支持服务。卡亚的平台旨在通过吸引葡萄牙和西班牙对阿连特茹农村的投资，鼓励当地工业，促进其产品在目标市场的分销，扩大里斯本、塞图巴尔和锡尼什港口的腹地，促进阿连特茹地区的经济活动。近年来，随着新服务和呼叫中心公司的开业，该市的服务业有所增长。

### 商业活动
城市的主要购物中心位于历史中心，在那里你可以找到大量的商店，分布在各种购物街上，还有酒吧、餐馆和服务。历史中心的主要购物街有一个小气候调节系统，当温度超过30°C时会自动启动。Cidade Jardim附近还有大量的商店、酒吧、餐馆和服务。埃尔瓦什有2个小型购物中心，还有几家大型连锁超市和商业场所，如Continente、Pingo Doce、Intermarché、SPAR、Aldi、Bricomarché、Lidl等。在葡萄牙迪亚大道的购物区，还有一家小型零售店，其中有几家全国连锁店：Espaço Casa、Seaside、Calçado Guimarães，NOON商店、莫西莫商店等。
2022年，快餐连锁店汉堡王和麦当劳宣布开业。

## 旅游
埃尔瓦什是一座具有高度旅游特色的城市，被联合国教科文组织列为世界遗产，每年都有成千上万的人到访。数千名游客前往位于历史中心共和国广场的城市旅游局，2014年登记的游客超过24万。从2012年6月被列名为联合国教科文组织世界遗产到2017年6月，埃尔瓦什接待了约150万游客。2017年，该市和该区的旅游业增长了约300%。
在酒店层面，埃尔瓦什有大约4000张床位和10000个餐厅座位。埃尔瓦什目前有14家酒店、3个露营地和几个当地住宿单位，以及几家宾馆、养老院和住宅。
目前，该市有5家新酒店正在建设和审批中，其中3家位于历史中心，2家位于城市新城区。

## 画廊

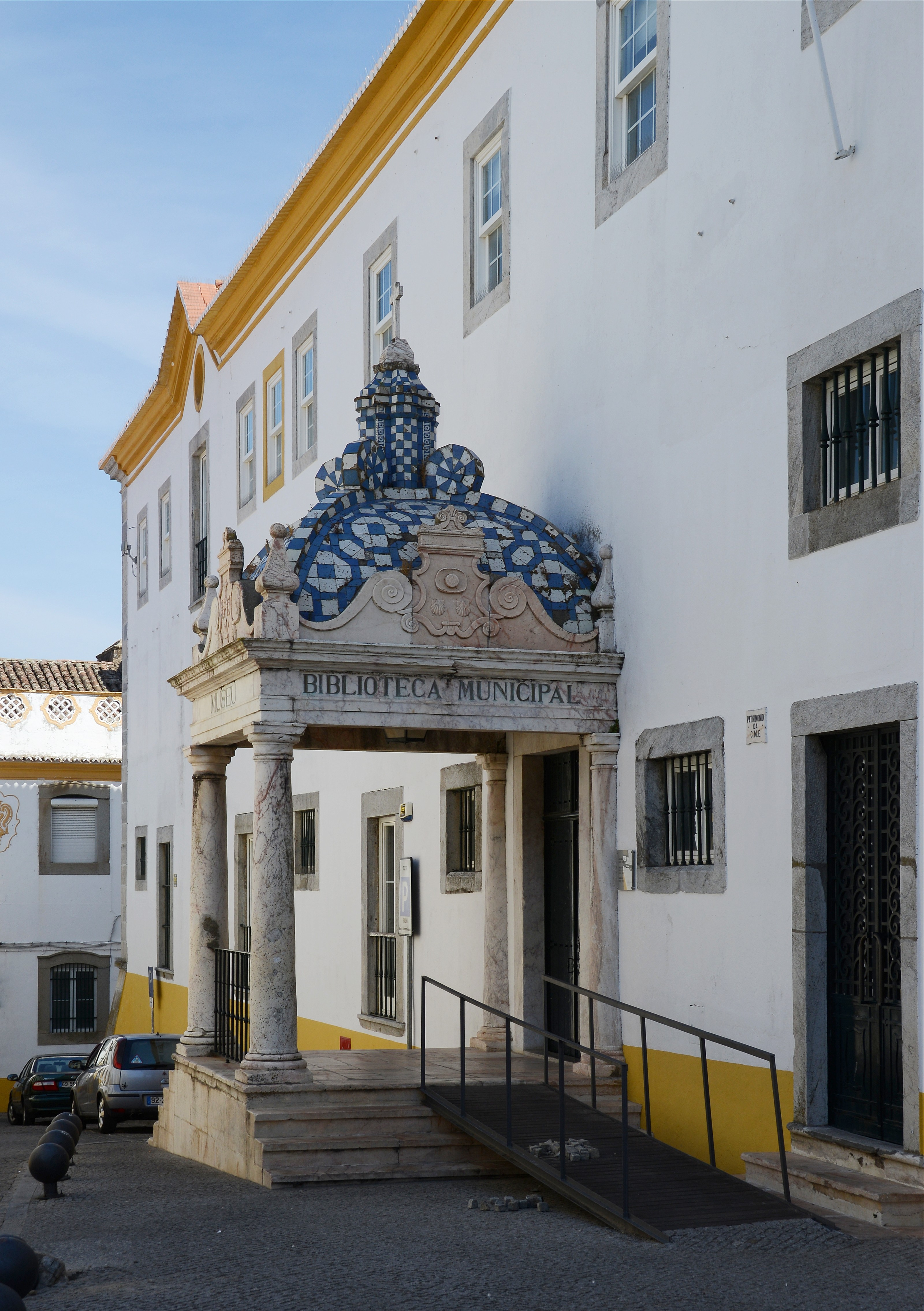
埃尔瓦什市镇图书馆入口
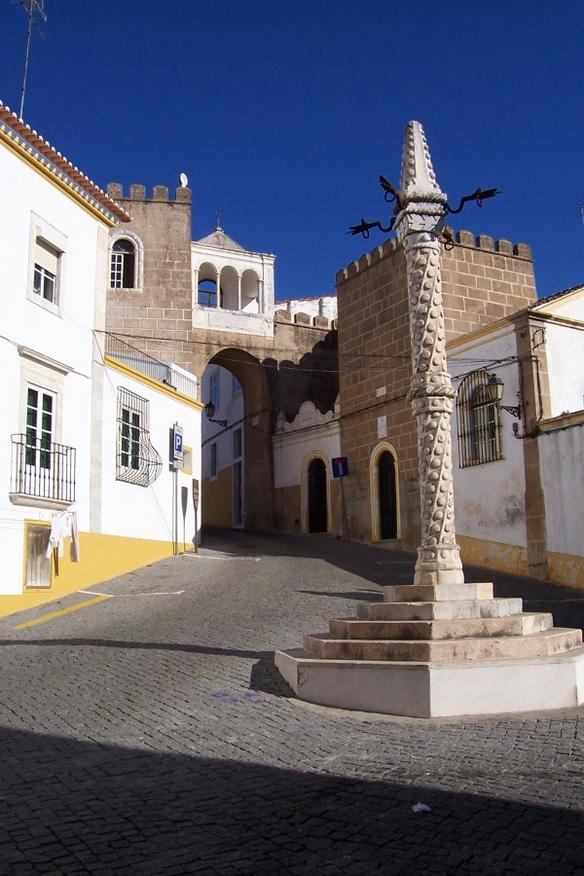
埃尔瓦什市内的一个颈手枷
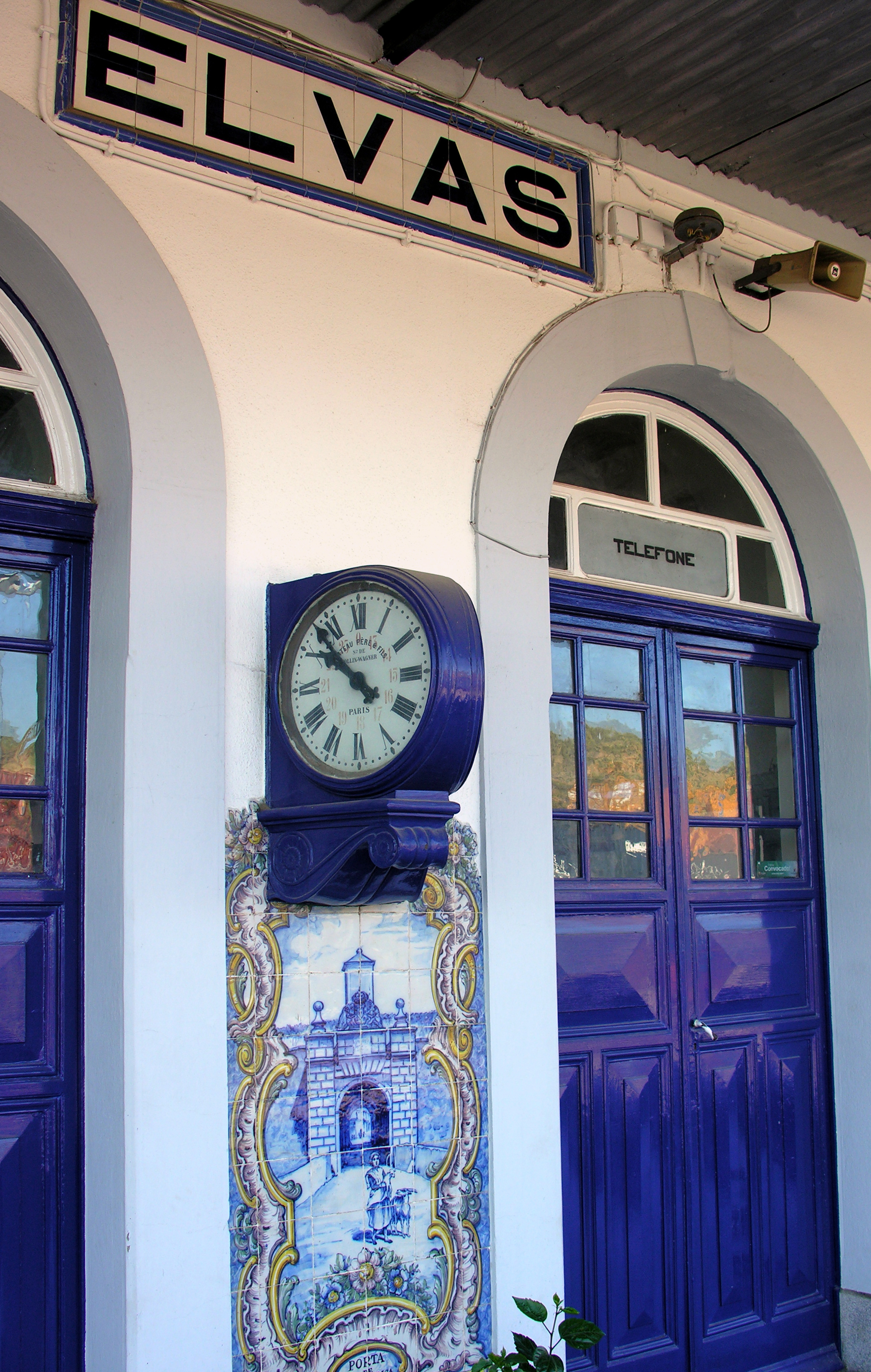
埃尔瓦什火车站
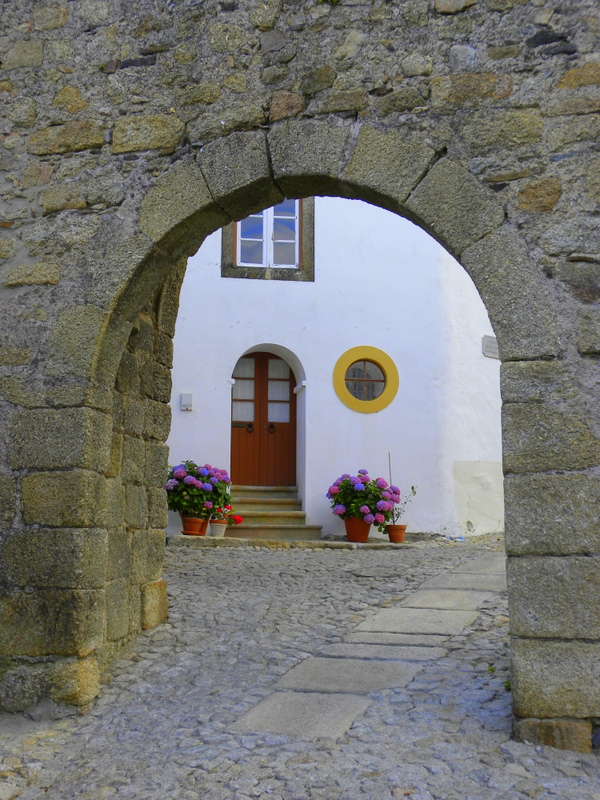
典型街景
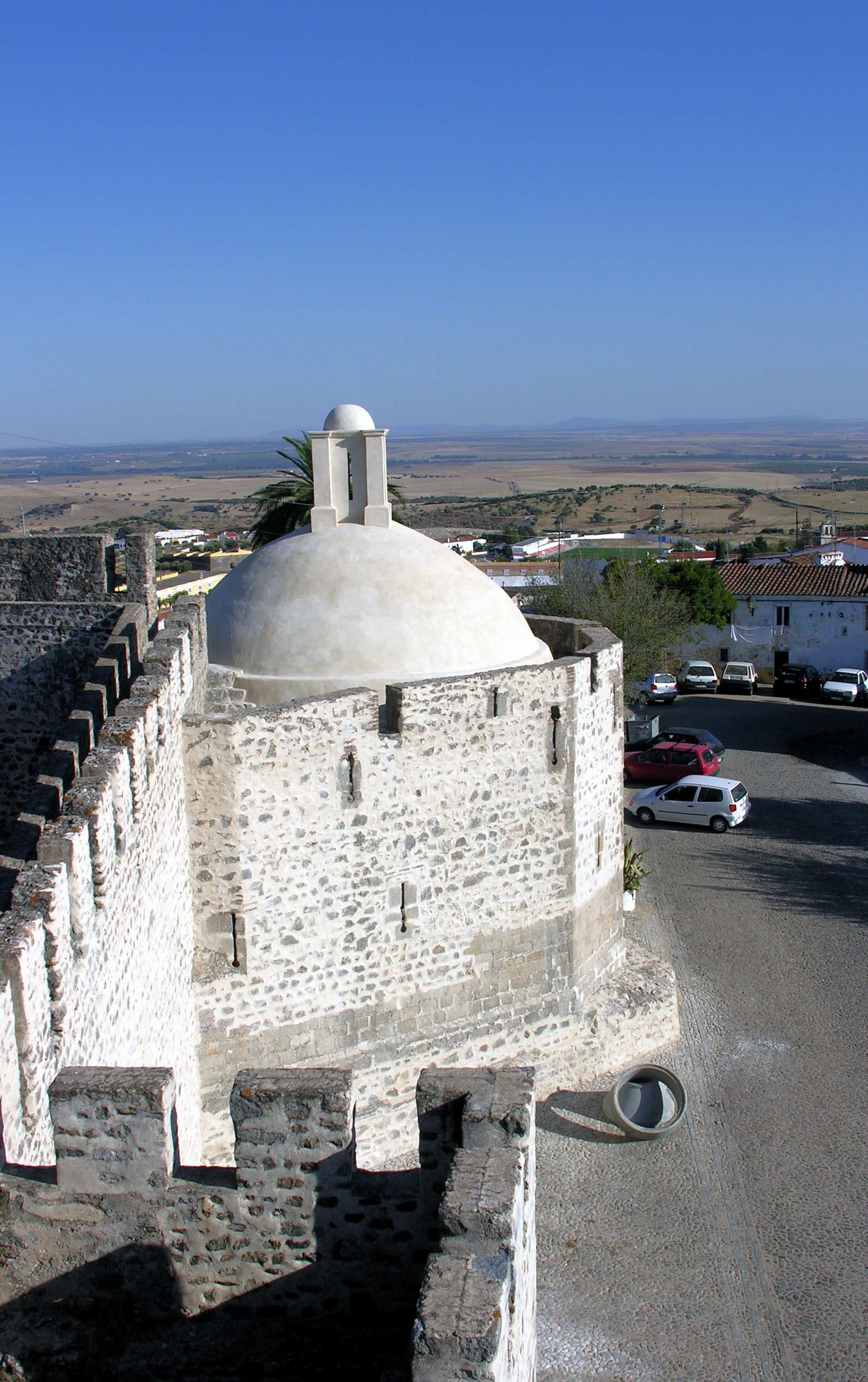
埃尔瓦什城堡（英语：Castle of Elvas）
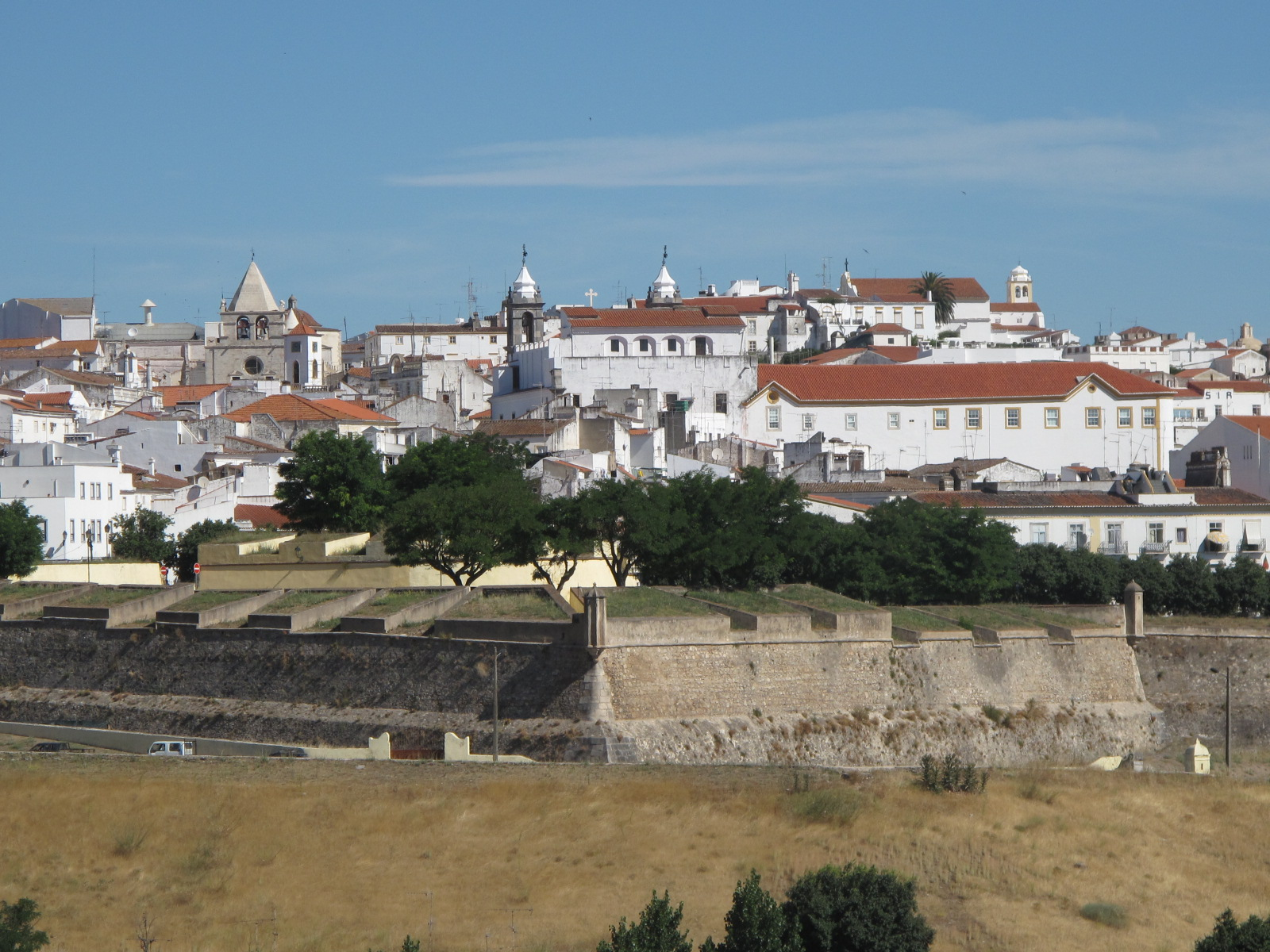
城墙遗迹

## 友好城市
- 巴达霍斯，埃斯特雷马杜拉
- 奥利文萨（有争议，葡萄牙宣称主权）
- 坎普马约尔

## 当地名人
- 曼努埃尔·罗德里格斯·科略（英语：Manuel Rodrigues Coelho），作曲家
- 若昂·德·丰特·佩雷拉·德·梅洛（英语：João de Fontes Pereira de Melo），政治家，佛得角总督。
- 若泽·特拉瓦索斯·巴尔德斯（英语：José Travassos Valdez, 1st Count of Bonfim），政治家，第一代波芬伯爵。
- 福尔图纳托·若泽·巴雷罗斯（英语：Fortunato José Barreiros），两任佛得角总督，军事建筑家。
- 阿德莱德·卡贝特（英语：Adelaide Cabete），女权主义者，共和主义者。
- 维吉尼亚·夸雷斯马（英语：Virgínia Quaresma），激进女权主义者，女同性恋，记者。
- 索菲亚·蓬巴·格拉（英语：Sofia Pomba Guerra），女权主义者，新国家体制的反对者，反殖民主义运动家。
- 若泽·安东尼奥·隆当·阿尔梅达（英语：José António Rondão Almeida），政治家，埃尔瓦什市长。
- 安德雷·维迪加尔（英语：André Vidigal），足球运动员。
- 拉凯尔·格拉（英语：Raquel Guerra），歌手、演员。
- 恩里克·塞雷罗（英语：Henrique Sereno），前足球运动员。